# South African Open 1982
Il South African Open 1982 è stato un torneo di tennis giocato sul cemento indoor. È stata la 6ª edizione del torneo che fa parte del Volvo Grand Prix 1982. Il torneo si è giocato a Johannesburg in Sudafrica dal 22 al 28 novembre 1982.

## Campioni

### Singolare maschile
Vitas Gerulaitis ha battuto in finale  Guillermo Vilas con il punteggio di 7–6, 6–2, 4–6, 7–6

### Doppio maschile
Brian Gottfried /  Frew McMillan hanno battuto in finale  Shlomo Glickstein /  Andrew Pattison con il punteggio di 6–2, 6–2